# ديواين بروس
ديواين بروس (بالإنجليزية: DeWayne Bruce)‏ هو مصارع محترف أمريكي، ولد في 2 أغسطس 1962 في أتلانتا في الولايات المتحدة.

## وصلات خارجية
- ديواين بروس على موقع CageMatch worker (الإنجليزية)

- ديواين بروس على موقع IMDb (الإنجليزية)
- ديواين بروس على موقع قاعدة بيانات الفيلم (الإنجليزية)